# Dwight Smith
Dwight L. Smith (Detroit, 13 agosto 1978) è un ex giocatore di football americano statunitense che ha giocato nel ruolo di safety per otto stagioni nella National Football League (NFL). Fu scelto nel corso del terzo giro (84º assoluto) del Draft NFL 2001 dai Tampa Bay Buccaneers, con cui vinse il Super Bowl XXXVII l'anno successivo. Al college ha giocato a football alla Akron University venendo premiato come All-American.

## Carriera professionistica

### Tampa Bay Buccaneers
Smith iniziò la sua carriera coi Tampa Bay Buccaneers dal 2001 al 2004. Il punto più alto della sua carriera avvenne nella vittoria dei Bucs per 48-21 sugli Oakland Raiders nel Super Bowl XXXVII, in cui Smith intercettò due passaggi del quarterback Rich Gannon, ritornandoli entrambi in touchdown. Fu il primo giocatore della storia a segnare 2 touchdown su ritorno da intercetto nella storia del Super Bowl.

### New Orleans Saints
Prima della stagione 2005, Smith firmò con i New Orleans Saints dove giocò per una stagione.

### Minnesota Vikings
Smith firmò un contratto triennale coi Vikings nel luglio 2006. Il 20 febbraio 2008 i Vikings lo svincolarono.

### Detroit Lions
Il 27 febbraio 2008 Smith firmò un contratto biennale coi Detroit Lions del valore di 5 milioni di dollari. L'accordo riunì Smith col capo-allenatore dei Lions Rod Marinelli e il coordinatore difensivo Joe Barry, tutti membri dello staff di Tampa Bay all'epoca della vittoria del campionato.
Smith fu svincolato dai Lions il 9 febbraio 2009.

## Palmarès

### Franchigia
- Super Bowl : 1

Tampa Bay Buccaneers: XXXVII
- National Football Conference Championship: 1

Tampa Bay Buccaneers: 2002

### Individuale
- All-American

## Statistiche
| Tackle     | 465 |
| Sack       | 2,0 |
| Intercetti | 22  |
| Intercetti | 10  |